# Mariano García
Mariano García, född 25 september 1997, är en spansk friidrottare som specialiserat sig på 800 meter.

## Karriär
Vid Inomhusvärldsmästerskapen i friidrott 2022 i Belgrad vann García guld på 800 meter. Vid Europamästerskapen i friidrott samma år upprepade han prestationen och vann återigen guld på 800 meter.